# Parsac
Parsac ist eine französische Gemeinde mit 823 Einwohnern (Stand 1. Januar 2022) im Département Corrèze in der Region Nouvelle-Aquitaine. Die Gemeinde gehört zum Arrondissement Aubusson und ist Mitglied des Gemeindeverbandes Communauté de communes Creuse Confluence.
Sie entstand mit Wirkung vom 1. Januar 2025 als Commune nouvelle durch Zusammenlegung der bis dahin selbstständigen Gemeinden Parsac-Rimondeix und Blaudeix, die fortan den Status als Communes déléguées besitzen. Der Verwaltungssitz befindet sich in Parsac-Rimondeix.

## Gemeindegliederung
| Commune déléguée                   | Ehemaliger INSEE-Code | PLZ   | Fläche (km²) | Einwohnerzahl (2022) |
| ---------------------------------- | --------------------- | ----- | ------------ | -------------------- |
| Parsac-Rimondeix (Verwaltungssitz) | 23149                 | 23140 | 47,02        | 713                  |
| Blaudeix                           | 23023                 | 23140 | 6,90         | 110                  |

## Geografie

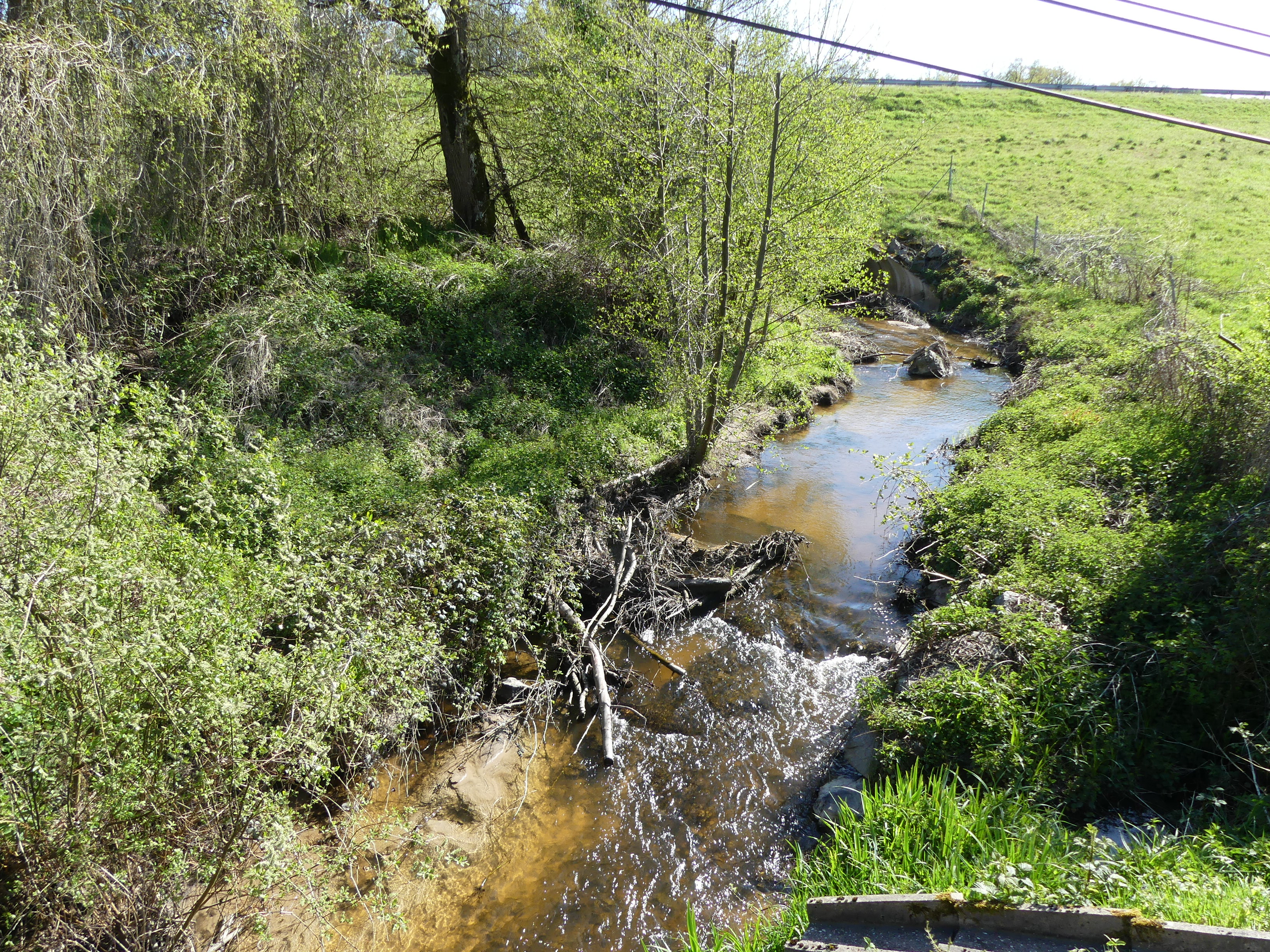
Verraux, flussaufwärts vom Ort Parsac

Parsac liegt etwa 22 Kilometer ostnordöstlich von Guéret und etwa 27 Kilometer nördlich von Aubusson in der historischen Provinz der Marche. Der Ort befindet sich im Einzugsgebiet der Loire und wird vom Verraux, einem Nebenfluss der Petite Creuse, von Süd nach Nord durchquert. Die Gemeinde wird außerdem vom Ruisseau de l’Étang de Clavérolles, vom Ruisseau de Jarganette, vom Ruisseau de Maison Neuve, vom Ruisseau de Laubre, vom Ruisseau de Trolet und verschiedenen kleineren Bächen entwässert. Das Zentrum liegt auf einer Höhe von etwa 386 m. Das Bodenrelief ist hügelig mit einer maximalen Höhe von 503 m bei einer Erhebung im äußersten Südwesten und einer minimalen Höhe von 364 m, die im Norden beim Austritt des Verraux aus dem Ortsgebiet gemessen wird.
Teile des Gebiets von Parsac gehören zur 1052 Hektar großen ZNIEFF-Naturzone „Vallée du Verraux et ruisseaux affluents (Fragne, Clavérolles, Rio Bazet)“ (740120126).
Umgeben wird Parsac von den acht Nachbargemeinden:
| Ladapeyre | Clugnat Domeyrot                            |                      |
|           | Kompassrose, die auf Nachbargemeinden zeigt | La Celle-sous-Gouzon |
| Jarnages  | Saint-Dizier-la-Tour Cressat                | Gouzon               |

## Sehenswürdigkeiten
| Name                       | Ort       | Bemerkungen                                                       | Bild |
| -------------------------- | --------- | ----------------------------------------------------------------- | ---- |
| Kirche Saint-Martin        | Parsac    | 11./12. Jahrhundert, als Monument historique eingeschrieben       |      |
| Kapelle Sainte-Madeleine   | Parsac    |                                                                   |      |
| Schloss La Chapelle        | Parsac    |                                                                   |      |
| Altes Bahnhofsgebäude      | Parsac    |                                                                   |      |
| Kirche Saint-Jean-Baptiste | Rimondeix | 12. Jahrhundert, in Teilen als Monument historique eingeschrieben |      |
| Kirche Saint-Jean-Baptiste | Blaudeix  | 13. Jahrhundert, als Monument historique eingeschrieben           |      |

## Bildung
Die Gemeinde verfügt über eine öffentliche Vor- und Grundschule (École primaire) und ein öffentliches Collège „Octave Gachon“.

## Verkehr
Die bei Parsac autobahnähnlich ausgebaute Route nationale 145 von Bellac (Département Haute-Vienne) nach Saint-Victor bei Montluçon durchquert die Gemeinde von West nach Ost mit der Anschlussstelle 44 auf dem Gemeindegebiet. Nachgeordnete Departementsstraßen und lokale Landstraßen verbinden die Ortsteile von Parsac miteinander und mit weiteren Nachbargemeinden.
Züge einer Linie der TER Nouvelle-Aquitaine halten am Bahnhof Parsac-Gouzon und verbinden die Gemeinden mit Montluçon und Limoges.